# Of Beauty and Rage
Of Beauty and Rage —en español: De belleza y rabia— es el quinto álbum de la banda estadounidense de metal alternativo Red, fue lanzado al mercado el 24 de febrero de 2015 a través del sello discográfico Essential Records.
Of Beauty and Rage fue también el primer álbum de estudio grabado por Red como trío.

## Lista de canciones
| Of Beauty and Rage |                          |              |          |  |
| N.º                | Título                   | Escritor(es) | Duración |  |
| 1.                 | «Descent»                |              | 1:27     |  |
| 2.                 | «Impostor»               |              | 4:17     |  |
| 3.                 | «Shadow and Soul»        |              | 5:41     |  |
| 4.                 | «Darkest Part»           |              | 4:01     |  |
| 5.                 | «Fight To Forget»        |              | 3:27     |  |
| 6.                 | «Of These Chains»        |              | 3:54     |  |
| 7.                 | «Falling Sky»            |              | 5:25     |  |
| 8.                 | «The Forest»             |              | 0:59     |  |
| 9.                 | «Yours Again»            |              | 4:48     |  |
| 10.                | «What You Keep Alive»    |              | 5:20     |  |
| 11.                | «Gravity Lies»           |              | 4:33     |  |
| 12.                | «Take Me Over»           |              | 3:49     |  |
| 13.                | «The Ever»               |              | 4:12     |  |
| 14.                | «Part That's Holding On» |              | 4:46     |  |
| 15.                | «Ascent»                 |              | 3:45     |  |

## Posicionamiento en lista
| Lista (2015)                            | Mejor posición |
| --------------------------------------- | -------------- |
| Estados Unidos (Billboard 200)          | 14             |
| Estados Unidos (Top Alternative Albums) | 2              |
| Estados Unidos (Christian Albums)       | 1              |
| Estados Unidos (Digital Albums)         | 8              |
| Estados Unidos (Top Hard Rock Albums)   | 1              |
| Estados Unidos (Independent Albums)     | 1              |
| Estados Unidos (Top Rock Albums)        | 3              |